# Репьёвка (Тамбовская область)
Репьёвка — посёлок в Кирсановском районе Тамбовской области России. Входит в состав Калаисского сельсовета.

## География
Посёлок находится в восточной части Тамбовской области, в лесостепной зоне, в пределах Окско-Донской равнины, на берегах реки Калаис, на расстоянии примерно 5 километров (по прямой) к западу-юго-западу (WSW) от города Кирсанова, административного центра района. К северу от посёлка проходит федеральная автотрасса Р208, к югу — железнодорожная линия Тамбов — Ртищево.
Климат
Климат характеризуется как умеренно континентальный с недостаточным и неустойчивым увлажнением. Среднегодовое количество осадков составляет 470—510 мм. Средняя температура января составляет −11,3 °С, июля — +20,4 °С.
Часовой пояс
Посёлок Репьёвка, как и вся Тамбовская область, находится в часовой зоне МСК (московское время). Смещение применяемого времени относительно UTC составляет +3:00.

## Население
| 2010 |
| ---- |
| 35   |

Половой состав
По данным Всероссийской переписи населения 2010 года в гендерной структуре населения мужчины составляли 34,3 %, женщины — соответственно 63,7 %.
Национальный состав
Согласно результатам переписи 2002 года, в национальной структуре населения русские составляли 100 % из 56 чел.